# Frits Meulenkamp
Frederikus Marinus (Frits) Meulenkamp (Kampen, 8 december 1910 – Waddinxveen, 28 juni 1983) was een Nederlands verzetsstrijder tijdens de Tweede Wereldoorlog.

## Biografie
Frits Meulenkamp werd geboren in Kampen, als zoon van sigarensorteerder Egbertus Meulenkamp en Hendrika Maria van Engelen. Hij deed de Handelsavondschool in Kampen. In 1938 trouwde hij in Rotterdam met Antonia Josephina Maria (Tonny) Schröder. Het echtpaar woonde in de Joseph Haydnlaan in Utrecht. 

### Tweede Wereldoorlog
Vanaf het begin van de oorlog deed Meulenkamp illegaal werk, samen met Klaas Postma die ook in de Joseph Haydnlaan woonde. In 1942 richtten ze samen de verzetsgroep Oranje Vrijbuiters op. Meulenkamp huurde een pand aan de Nieuwegracht in Utrecht, dat als hoofdkwartier werd ingericht. De verzetsgroep kreeg leden vanuit diverse plaatsen in het land. Ook zijn jongere broer Bertus werd lid.
In maart 1943 werd het huis aan de Joseph Haydnlaan geconfisqueerd. Meulenkamp verhuisde naar de Leidsekade.
In mei 1943 werd Meulenkamp gearresteerd omdat hij zich niet had gemeld voor de Arbeitseinsatz. Na een verblijf in Kamp Amersfoort werd hij overgebracht naar Schleswig om te worden tewerkgesteld bij Gebr. Rasch A.G. in de Plessenstrasse. Hij wist te ontsnappen; half augustus 1943 was Meulenkamp terug in Utrecht. Bij de Oranje Vrijbuiters trof hij veel nieuwe leden aan. Aangezien hij dit riskant vond, besloot hij onder te duiken.
De verzetsgroep werd tussen eind augustus en november 1943 door de SD opgerold. Twintig leden werden door het Polizeistandgericht ter dood veroordeeld. Op 29 februari 1944 werden 18 leden van de Oranje Vrijbuiters, onder wie zijn broer Bertus, op de Waalsdorpervlakte gefusilleerd. Twee leden, Bertus Heij en Jan van der Voort, hadden gratie gekregen. 
Ook naar Frits Meulenkamp was door de Duitsers gezocht. Hij was echter onvindbaar. Hij was betrokken geraakt bij de organisatie van de landelijke knokploegen. Hij werd assistent van Leendert Valstar. Toen zijn koerier werd gearresteerd, dook Meulenkamp onder. Vanaf november 1943 zat hij ondergedoken in Meerssen. Na enkele maanden onderduik werd hij door Jo Lokerman gevraagd om in die regio knokploegen op te zetten. Hij werkte hier onder de schuilnaam "Dick".
Op 5 september 1944 werden drie leden van Knokploeg Zuid-Limburg, onder wie Joep Francotte en Sjeng Coenen, door de Duitsers gearresteerd. Meulenkamp, die ook aanwezig was, wist te ontkomen.

### Na de oorlog
Na de oorlog werden de stoffelijke resten van de doodgeschoten leden van de Oranje Vrijbuiters op de Waalsdorpervlakte gevonden. In 1946 vond een herbegrafenis plaats op begraafplaats Tolsteeg in Utrecht. De plechtigheid was georganiseerd door Frits Meulenkamp en Bertus Heij.
Meulenkamp overleed in 1983.

## Onderscheiding
- Verzetsherdenkingskruis[11]